# リル (ケルト神話)

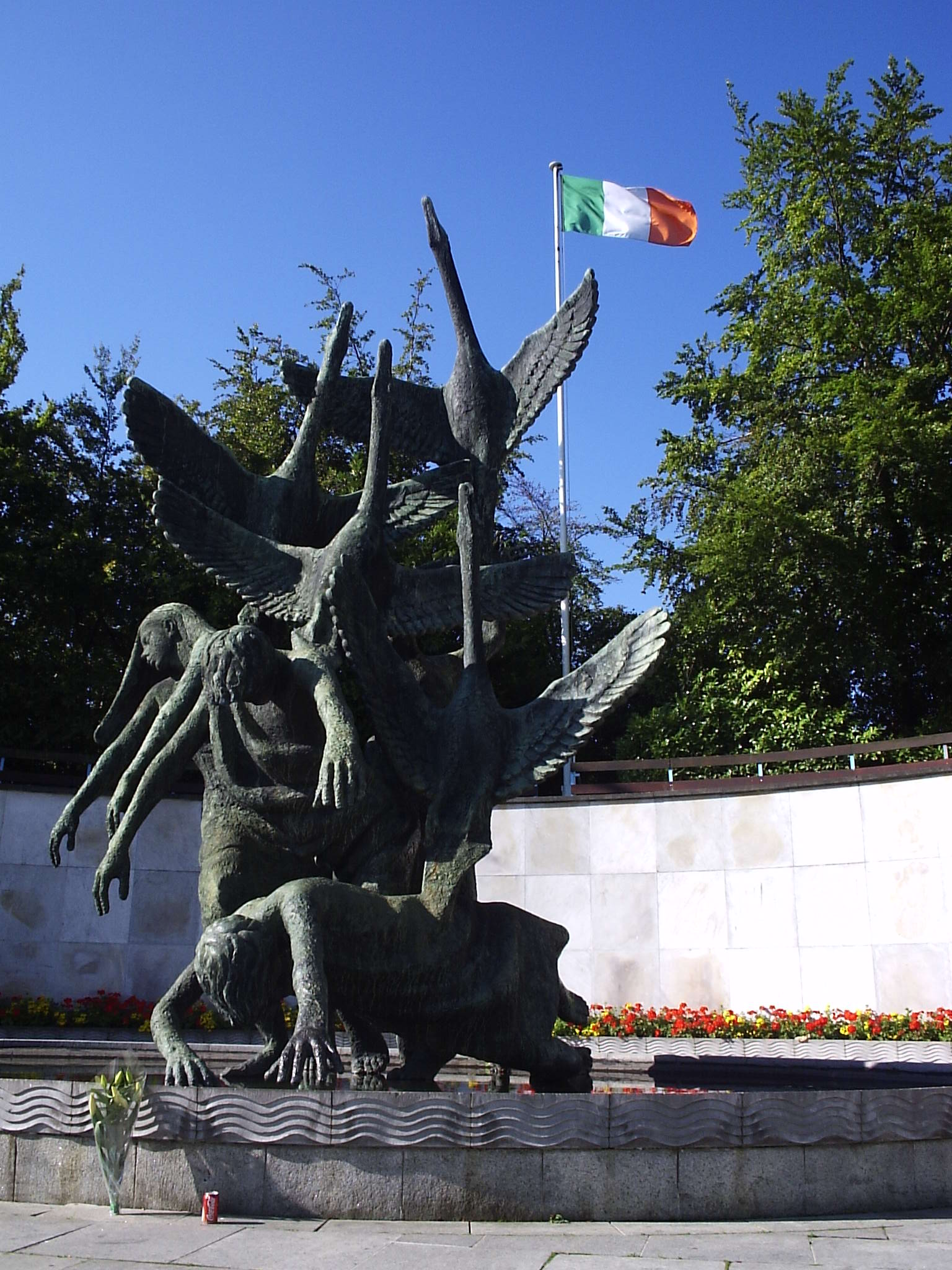
『リルの子供たち』：ダブリンの「自由記念の庭」の彫像

リル（アイルランド語: Lir）またはリール、あるいはレル（アイルランド語: Ler）は、アイルランド神話の海の神である。その名前は、古アイルランド語で、海を意味し、lerが主格形で、lirは属格形である。ダーナ神族の一人である。
名前が示唆するように、リルは海の擬人化である。彼は初期の系譜においては、アロード（Allód）の名で呼ばれており、ウェールズ神話のスィールに対応する。リルは主として父祖の姿で現れ、マナナン・マクリルの父であり、中世アイルランド文学で頻繁に現れる。リルは、物語『リルの子供たち』において、名義上の王として登場する。

## アイルランド語での言及
ウェールズにおける対応者であるスィール（Llŷr）と同様に、リルは海の神である。とはいえ、アイルランド神話の場合、彼の息子であるマナナン・マクリルが海神としての役割を担っており、非常に顕著にその特徴を示しているようにも思える。現在は失われて参照できないが、リルに言及したより多数の神話がかつて存在し、リルは遙かにポピュラーな神であった可能性がある。とりわけ、「リルの息子」と呼ばれる人物の数を考えると、これが言えそうに思える。
『コルマク語彙集』（en:Sanas Cormaic）と呼ばれる紀元9世紀のアイルランド語語彙集においては、高名な司教にして学者であったコルマク・マク・クレンノーン（en:Cormac mac Cuilennáin）が、マナナンとその父親について言及を行っており、コルマクは彼を「海」に同定している。
「すべてに名高き者」アロードとしてのリルは、「韻文ディンドヘンハス」（Metrical en:Dindshenchas、「韻文地名伝承」）において、純潔者クロヒンド（Crofhind）の父親としてリストされている。
『Baile Suthain Sith Eamhain』の詩において、ミディル（Midir）は、リルの父親、そしてマナナンの祖父と呼ばれている。リルの息子は、『コンの息子アルトの冒険』（The Adventures of Art son of Conn）において、ロダン（Lodan）と呼ばれている。

### 『リルの子供たち』
リルは神話的物語『リルの子供たち』（別名『リルの子供たちの最期』）において鍵となる人物である。とはいえ、この話に登場するリルが、マナナンの父親と同一人物かまたは別のリルなのか、はっきりと確定している訳ではない。
『侵略の書』によれば、トゥアハ・デ・ダナーン（Tuatha Dé Danann）がミレー族のアイルランド侵攻により地下に逐われ「妖精のマウンド」（エース・シー、en:Aos Sí）に隠遁して後、リルは、ダーナ神族の王位をめぐる、ボォヴ・デルグ（en:Bodb Dearg, Bove Derg）のライヴァルである。リルはアーマーの地下に身をおいていた。しかし新王に選ばれたのはボォヴであり、彼はリルを宥めるため、自分の3人の娘の1人と結婚することを提案した。リルがアイヴ（Aeb、イヴ）を選んだので、彼に与え結婚させた。彼女はリルの四人の子供、すなわち、一人の娘フィオヌアラ（en:Fionuala）と、三人の息子、アイド（Aed）と双子のフィアフラ（Fiachra）とコン（Conn）を生んだ。
アイヴ（Aebh）は死んだが、子供たちが母なしの状態になることを望まなかった。ボォヴは娘たちのなかの別の者、アイファ（Aoife）を送ってリルと結婚させた。アイファはリルが子供たちを可愛がるので嫉妬し、彼らが900年間、白鳥として生きるよう呪いをかけた。